# Braciole (The Bear)
«Braciole» es el octavo episodio y final de la primera temporada de la serie de televisión de comedia dramática The Bear. Se emitió en FX on Hulu el 23 de junio de 2022, junto con el resto de la temporada. El episodio, de 48 minutos, fue escrito por el creador de la serie Christopher Storer y la productora ejecutiva Joanna Calo, y dirigida por Storer.
La serie sigue a Carmen «Carmy» Berzatto, un galardonado chef de cuisine de Nueva York, que regresa a su ciudad natal de Chicago para dirigir la fallida tienda de sándwiches italian beef de su difunto hermano Michael. En el episodio, Carmy se enfrenta a su pasado, mientras intenta reparar la situación del restaurante.
El episodio fue aclamado por la crítica, y la actuación de Jeremy Allen White recibió elogios universales. El monólogo de 7 minutos fue aclamado y se consideró lo mejor del episodio.

## Argumento
Carmy (Jeremy Allen White) es perseguido por la voz recurrente de Michael (Jon Bernthal). Asiste a una reunión de Al-Anon, donde por fin habla de su pasado. Explica que Michael y él compartían un interés por la comida y que planeaban abrir un restaurante. Carmy no sabía que Michael consumía drogas y su relación se deterioró, lo que provocó que Michael no le permitiera trabajar en The Beef. Esto inspiró a Carmy a dedicarse a la cocina en otros restaurantes. Al heredar The Beef tras su muerte, Carmy considera que está arreglando el restaurante para arreglar su relación con Michael. Afirma que lo es todo para él, pero se pregunta si significa algo para Michael.
Marcus (Lionel Boyce) se encuentra con Sydney (Ayo Edebiri) en su apartamento, donde come una de sus comidas. Su conversación pronto gira en torno a sus nuevos viajes, ya que ambos han abandonado The Beef. En The Beef, Carmy informa a todos de que el restaurante estará cerrado esa noche debido a una despedida de soltero para los amigos de Cicero. Mientras Carmy y Richie (Ebon Moss-Bachrach) hablan fuera, estalla una pelea durante la fiesta. Richie intenta controlar agrediendo a uno de los hombres, pero el hombre cae en la Unidad de cuidados intensivos y Richie es arrestado con posible cargo de homicidio involuntario. El hombre despierta y Richie es acusado de agresión con agravantes. Es liberado cuando Carmy paga su fianza.
Marcus regresa a The Beef. Carmy se disculpa por su comportamiento, lo que Marcus acepta. Carmy se siente distraído, incluso cuando se produce un incendio en la estufa, lo que obliga a los demás a apagarlo. Carmy decide ponerse en contacto con Syd, disculpándose por su comportamiento. Richie habla con él, dándole una carta de Michael. La carta incluye una receta de espaguetis para la comida familiar, en la que se indica que deben utilizar latas de tomate más pequeñas para su gusto. Carmy coge una y empieza a cocinar, hasta que nota que hay una bolsa en el tomate. La bolsa contiene dinero, así que Carmy hace que los demás recuperen más latas, todas las cuales también contienen dinero. Syd regresa y acepta volver a trabajar. Carmy anuncia el cierre de The Beef, con la intención de abrir un nuevo restaurante, The Bear. A continuación, se une al equipo para cenar.

## Producción

### Desarrollo
En mayo de 2022, Hulu confirmó que el octavo episodio de la temporada sería escrito por el creador de la serie Christopher Storer y la productora ejecutiva Joanna Calo, y dirigido por Storer. Este fue el cuarto crédito de escritura de Storer, el segundo crédito de escritura de Calo, y el quinto crédito de dirección de Storer. El título del episodios se basa en el plato del mismo nombre, pero The Wall Street Journal ofreció una interpretación diferente del título: «La palabra braciole, por cierto, se traduce del italiano como 'chuletas'. ¿Tiene Carmy las agallas necesarias para dirigir el restaurante familiar? ¿Tiene lo que hace falta para superar la trágica muerte de su hermano?».

### Escritura
Respecto a la escena final, Storer explicó: «En cuanto al cambio del restaurante, no es que vayan a perder todo su encanto. Nos ocuparemos de esto en la segunda temporada. Es más bien: ¿Cómo podemos hacer esto y tal vez hacer algo de dinero? ¿Y tal vez hacerlo más fácil? Y tal vez - tal vez - empezar desde un lugar que no está jodido? En lugar de golpear a un caballo muerto y hacer esta puta comida que nadie quiere hacer, veo la promesa en mi especie de familia encontrada en la cocina. ¿Podemos usar eso para construir algo nuevo, ahora que nos hemos encontrado en este sistema estúpido en el que las cosas no tienen sentido y la gente pone el caldo de ternera en el puto estante de arriba de la despensa?»
La secuencia de apertura era originalmente diferente. Aunque Carmy seguiría participando en un programa de cocina, estaría acompañado por una famosa chef. Carmy la confundiría con su madre y la abrazaría mientras sollozaba. Sin embargo, la famosa chef se sintió confundida por la escena y decidió abandonar la serie, lo que obligó a los guionistas a reescribir la escena.

### Rodaje
El monólogo de Carmy, de siete minutos de duración, se rodó el último día de rodaje de la temporada. White ensayó el monólogo en su apartamento, e incluso sintió que actuaba mejor en ese momento que en el montaje final. «Chris ha tenido este personaje en la cabeza durante diez años, y yo sabía lo importante que era ese momento para entender a Carmy, entender la historia y dar sentido a todo lo que estaba pasando. Sentí mucha presión». Storer afirma: «En esta escena, creo que hay una sensación de descubrimiento, de que todos sus elogios y su afán por convertirse en este individuo altamente cualificado fueron quizás por las razones equivocadas. Y todo ello culmina con un enfado dirigido a su hermano mayor; esa sensación real de sentirse no querido u olvidado por un miembro de la familia».

## Recepción

### Respuesta de la crítica

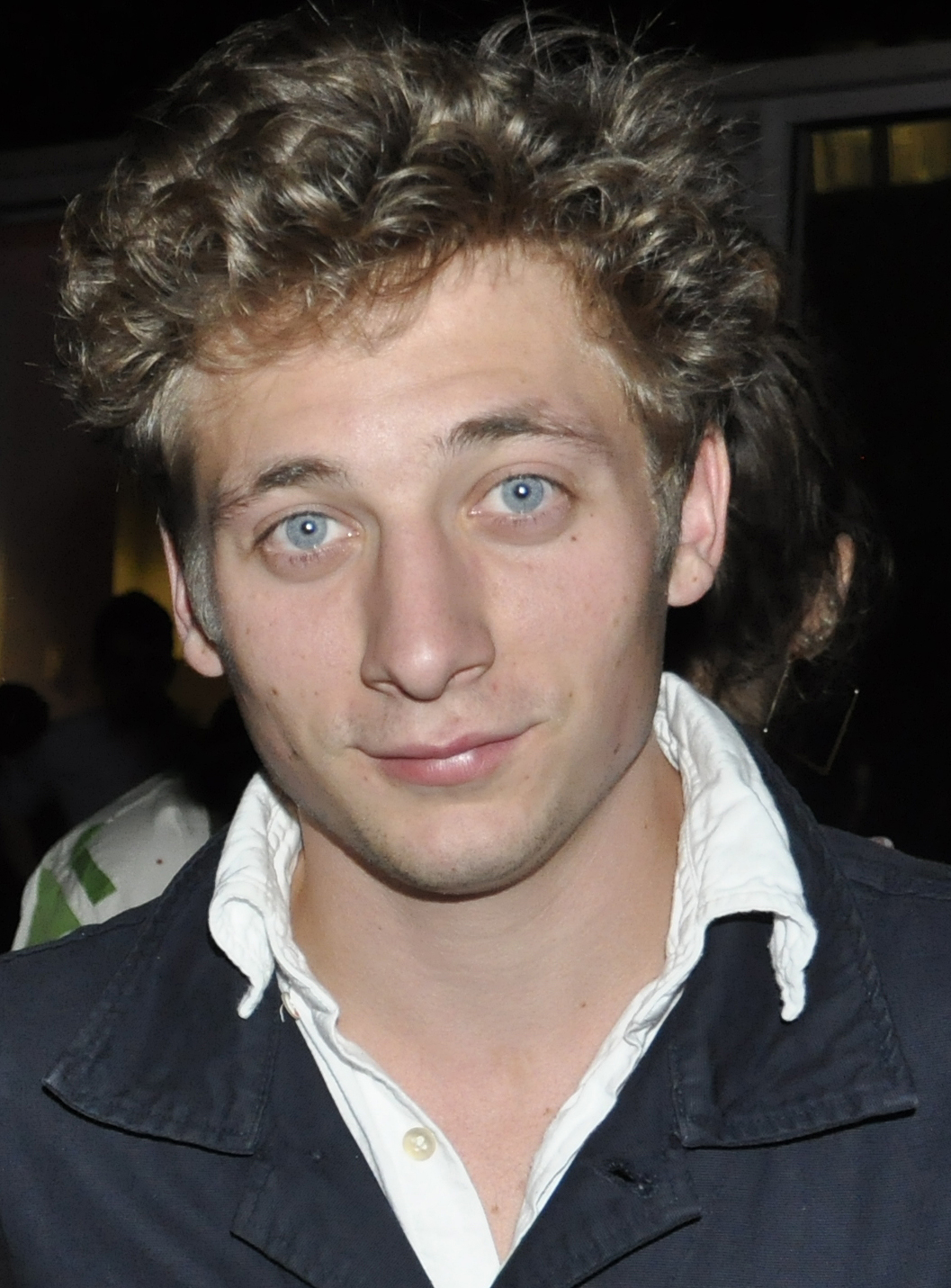
La actuación de Jeremy Allen White en el episodio recibió elogios de la crítica.

«Braciole» fue aclamada por la crítica. Alan Sepinwall de Rolling Stone, escribió: «Por un lado, este final feliz -y la preparación de una segunda temporada- parece bastante manipulado. ¿Por qué escondía Michael el dinero en las latas de tomate? ¿No tendrá Carmy que devolverle el dinero a su tío en lugar de invertir todo ese dinero en convertir a Beef en Bear? Y, sin embargo, esa comida familiar es exactamente lo que Carmy, Sydney, el resto de los chefs y los espectadores necesitábamos. El breve vistazo de Michael mirando por encima de su hombro y sonriendo, como si de alguna manera pudiera ser testigo de lo que dejó atrás para Carmy y los demás, no puede ser más adorable».
Marah Eakin de Vulture le dio al episodio una puntuación perfecta de 5 estrellas sobre 5 y escribió: «Amigos, Jeremy Allen White es un buen actor. Ha estado iluminando cada episodio de The Bear como Carmy, el torturado genio chef con todo tipo de problemas, pero en 'Braciole', el final de la primera temporada, llega tan caliente con un monólogo de Al-Anon que me sorprendería (¡me sorprendería, digo!) si no lo viera en todos los premios presentados a todos los votantes de televisión el próximo año». Liz Kocan de Decider escribió: «En los últimos momentos de la temporada, Carmy pone un cartel en la ventana notificando a los clientes que The Beef cierra, y en su lugar se levantará un nuevo restaurante, conocido como The Bear. Quiero decir, por un lado, es un pensamiento devastador, darse cuenta de que Mikey estaba ahorrando todo este dinero sabiendo que un día no estaría allí para compartir el sueño que tenía con su hermano, pero por otro, es una forma sumamente satisfactoria de despedir una temporada maravillosamente escrita y actuada».

### Premios y reconocimientos
TVLine nombró a Jeremy Allen White como «Intérprete de la semana» de la semana del 2 de julio de 2022, por su actuación en el episodio. El sitio escribió: «Como el talentoso pero problemático chef en el centro del frenético drama gastronómico de Hulu, el veterano de Shameless cocinó una fascinante actuación principal: un poco salada y un poco picante, con muchos sabores y texturas interesantes. En el conmovedor final de temporada -que realmente esperamos que no sea un final de serie- White profundizó en lo que realmente hace vibrar a su personaje Carmy y nos dejó boquiabiertos con un monólogo fascinante que era en parte una mordaz confesión y en parte una muy necesaria charla de ánimo».
Por su interpretación, Jeremy Allen White fue nominado al Primetime Emmy al mejor actor en una serie de comedia. Además, Jon Bernthal recibió una nominación al Primetime Emmy al mejor actor invitado en una serie de comedia.